# Conquer
Conquer — шестой студийный альбом группы Soulfly, вышел в июле 2008 года на лейбле Roadrunner Records. Запись началась 12 сентября 2007 года. Официальный релиз произошёл 23 июля 2008 года в Австралии. В США и Канаде альбом был выпущен 29 июля 2008 года. Несмотря на то что до официального релиза альбом стал доступен для нелегального скачивания, он стартовал на 66 позиции в U.S. Billboard 200, что выше чем все ранее выпущенные альбомы Soulfly.

## Создание альбома
Conquer был записан Тимо C. Лау (Tim C. Lau) в конце 2007 года в The Porch Recording Studio в Орландо (штат Флорида) и сведён Энди Снэпом (Andy Sneap) в начале 2008 года. По словам группы многие песни родились в результате джем-сессий прямо в студии и изначально не существовало какого-либо особого плана. Макс Кавалера отметил, что это альбом написан под значительным влиянием таких групп, как Bolt Thrower, Napalm Death и Slayer. Также он отмечал, что по сравнению с этим альбомом, звучание предыдущего — покажется звучанием поп-альбома. В качестве гостей на альбоме отметились Дейв Петерс(Dave Peters) из группы Throwdown и Девид Винсет, известный также как Evil В из Morbid Angel. Этническую часть альбома составляли звуки записанные в Египте.
Бонус-трек My Path и кавер на композицию Bad Brains Sailin' On были записаны в студии Porch (Орландо) во время рекорд-сессии «Conquer». Кавер на композицию Marilyn Manson The Beautiful People был изначально выпущен в 2007 году журналом Kerrang! (выпуск № 1164) в составе сборника Higher Voltage и был записан весной 2007 года в студии Undercity (Голливуд).
Обычно названия альбомов навеваются чем-то другим, например, фильмом. Первый высланный мне художником эскиз был потрясающим. На нём был изображён этот безумный шестирукий парень с оружием в каждой руке, каждое из которых символизирует одну из наших работ. Когда я посмотрел на изображение, в голову просто-напросто пришло слово "conquer". Для меня это не только тема завоевания мира. На данном альбоме я заявляю о завоевании страха. Если ты завоюешь его, то завоюешь жизнь и смерть и будешь по-настоящему свободен. Вот почему у этого названия столь глубокий смысл.

После участия в Cavalera Conspiracy мне захотелось написать мощное, бескомпромиссное заявление вместе с Soulfly. На этом альбоме я сделал всё, что хотел. Это именно та работа Soulfly, которую я пытался создать на протяжении долгого времени.Макс Кавалера
Обычно, альбомы Soulfly начинают среднетемповые песни, но в этот раз альбом открывает скоростная песня Blood Fire War Hate. По словам Кавалера, эта песня напоминает ему композицию Sepultura Beneath the Remains. "Также эта композиция — одна из наиболее ударных, когда-либо записанных мной. Я могу закрыть глаза и представить огромную фестивальную аудиторию, поющую эту песню. Когда там начинается быстрая партия, то это самая настоящая война, " говорит он.
Проигрыш в начале композиции Touching the Void, был создан французским актёром-дублёром Федаем пашой (Fedayi Pacha). Макс так оценил роль этого человека на альбоме: «Fedayi сделал мрачную, по-настоящему тяжёлую импровизацию, в корне отличную от коммерческого дубляжа. Он записал финальный проигрыш к Touching the Void и сыграл на многих необычных инструментах. Эти мелочи определённо делают данную композицию особенной при её прослушивании.» Сама композиция сыгранна в стиле doom metal и является благодарностью группе Black Sabbath.
Я люблю смешивать культуры. Прочие альбомы Soulfly были более восточно/европеоидно-ориентированными. Релизы Sepultura были более бразильскими. Египет очень сильно повлиял на "Conquer". Мы побывали там в Городе мёртвых. Это кладбище, где люди по-прежнему живут рядом с мёртвыми. Это безумно, дико и вызывает дрожь. Я не предполагал, что путешествие в Каир может так сильно повлиять на этот альбом.

Возле реки Нил мы увидели эту сумасшедшую цыганскую группу, исполняющую убийственную музыку. У меня случайно оказался с собой рекордер, так что я записал их и сделал интерлюдию из их выступления. Ощущение от этого проигрыша было самое что ни на есть неподдельное - прямо как прежняя Sepultura. Для меня было лучше, чтобы эта запись звучала живьём, а не в результате обработки звуком через интернет. Эта мелодия изысканна. Я давно записываю альбомы, и, наконец, нашёл отличный баланс между брутальностью и экспериментаторствомМакс Кавалера
Трек Unleash был выпущен как официальный сингл 24 июня. Видео на песню было снято Робертом Секстоном (Robert Sexton). На видео также отметился Дейв Петерс (Dave Peters), поучаствовавший в записи вокальных партий для этой песни. Макс так прокомментировал участие Петерса: «Его скрим на этой песне был сумасшедшим! Работать с David’ом было сродни путешествию. Этот трек — полный убой, и это ощущение естественно и действительно чувствуется. Он занял бескомпромиссную позицию.» Также по словам Кавалера, быстрый проигрыш в конце этой песне — его любимый момент на этом альбоме. Изначально песня называлась Wall of Death и была посвящена приёму из слэма, когда публика делится на две половины, расходится, чтобы разбежаться, а потом столкнуться друг с другом.
Альбом разошёлся тиражом 8,400 копий в США в течение первой недели продаж.

## Реакция критиков
Conquer получил главым образом положительные отзывы от большинства обозревателей и рецензентов. Кад Бавер (Chad Bower) с About.com охарактеризовал альбом «за чертой восприятия», с «великолепным музыкальной и текстовой составляющей» и «новым стилем, музыкой и экспериментом, который достиг своей цели». Никос Пателис (Nikos Patelis) из Metal Invader отметил, что альбом звучит гораздо экстремальней, чем работы, созданные до этого. Он также назвал альбом «тёмным как ад». Доминик Хеми (Dominic Hemy) из Planet Loud сравнил альбом с Inflikted и пришёл к выводу, что «Conquer тяжелее, оригинальней и гораздо более энергичней, чем альбом от Cavalera Conspiracy».

## Версии изданий
Было выпущено 2 издания альбома: обычное и специальное. Специальное издание обладало другой обложкой, содержало 3 бонус-трека и DVD с выступлением группы в Варшаве.

### Стандартное издание
Все треки были созданы Marc Rizzo и Max Cavalera
| №   | Название                                         | Длительность |
| --- | ------------------------------------------------ | ------------ |
| 1.  | «Blood Fire War Hate (при участии David Vinset)» | 4:59         |
| 2.  | «Unleash (при участии Dave Peters)»              | 5:10         |
| 3.  | «Paranoia»                                       | 5:31         |
| 4.  | «Warmageddon»                                    | 5:22         |
| 5.  | «Enemy Ghost»                                    | 3:02         |
| 6.  | «Rough»                                          | 3:27         |
| 7.  | «Fall of the Sycophants»                         | 5:09         |
| 8.  | «Doom»                                           | 4:58         |
| 9.  | «For Those About to Rot»                         | 6:47         |
| 10. | «Touching the Void»                              | 7:25         |
| 11. | «Soulfly VI»                                     | 5:20         |

Бонус-треки на специальном издании альбома:
| №   | Название                                      | Длительность |
| --- | --------------------------------------------- | ------------ |
| 12. | «Mypath»                                      | 4:43         |
| 13. | «Sailing On (Bad Brains cover)»               | 4:41         |
| 14. | «The Beautiful People (Marilyn Manson cover)» | 4:23         |

iTunes Бонус-треки:
| №   | Название                                               | Длительность |
| --- | ------------------------------------------------------ | ------------ |
| 12. | «Mypath»                                               | 4:43         |
| 13. | «Sailin' On» (Bad Brains cover)                        | 4:41         |
| 14. | «The Beautiful People» (Marilyn Manson cover)          | 4:23         |
| 15. | «Roots Bloody Roots» (Sepultura cover; Live in Poland) | 3:24         |
| 16. | «Jumpdafuckup/Bring It» (Live in Poland)               | 4:43         |

### DVD, прилагаемый к специальному изданию
Live in Warsaw, Poland
1. «Prophecy»
2. «Downstroy»
3. «Seek 'n' Strike»
4. «No Hope = No Fear»
5. «Jumpdafuckup / Bring It»
6. «Living Sacrifice»
7. «Mars»
8. «Brasil»
9. «No»
10. «L.O.T.M.»
11. «Porrada»
12. «Drums»
13. «Moses»
14. «Frontlines»
15. «Back to the Primitive»
16. «Eye For An Eye»

Music Video
1. «Innerspirit»

## Участники записи
- Макс Кавалера — гитара, вокал, продюсирование
- Марк Риццо — гитара, гитара фламенко, вокал
- Джоэль Нуньес — перкуссия, ударные
- Бобби Бёрнс — бас-гитара

## Позиции в чартах
Billboard 200 (Северная Америка) — 66 место.